# Pedret i Marzà
Pedret i Marzà is een gemeente in de Spaanse provincie Girona in de regio Catalonië met een oppervlakte van 9 km². Pedret i Marzà telt 180 inwoners (1 januari 2016).

## Demografische ontwikkeling
Bron: INE, 1950-2011: volkstellingen
Opm.: Tussen 1857 en 1940 behoorde Pedret i Marzà tot de gemeente Vilanova de la Muga